# Imogen Morris Clarke
Imogen Morris Clarke (Londra, 24 marzo 1992) è una modella inglese.

## Carriera
Nel 2006 firma un contratto con l'agenzia di moda Storm Model Agency. Nel 2007 appare negli editoriali di Soma, Qvest, Wonderland e Vogue Girl.
Nel 2008 firma con la Supreme Management di New York e la Women Management di Milano e Parigi, nello stesso anno lavora per il catalogo autunnale di Pringle of Scotland.
Ottiene la copertina di Dazed (Giappone), fotografata da Ben Toms. A settembre debutta a New York nelle sfilate di DKNY, Lacoste, Peter Som, Marc Jacobs, Rodarte e Yigal Azrouel. Nello stesso mese sfila a Milano e Parigi per Burberry, Dolce & Gabbana, Prada, Alexander McQueen, Chanel e Miu Miu. Mario Testino la fotografa per D&G. Ad ottobre dello stesso anno lascia la Supreme Management per firmare con una delle più importanti agenzie di moda newyorchesi, la NEXT Model Management.
Nel febbraio 2009 sfila a New York e Milano per Carolina Herrera, Vera Wang, Gucci. Il mese seguente sale sulle passerelle per Chanel, Dries Van Noten, Giambattista Valli e Valentino.
A settembre partecipa alla Settimana della moda di New York sfilando per le collezioni primavera/estate di 3.1 Phillip Lim, Oscar de la Renta, Alexandre Herchkovitch e Doo.Ri.

## Agenzie
- NEXT Model Management - New York, Milano, Parigi e Londra